# أولوف هانسون
أولوف هانسون هو سياسي كندي، ولد في 3 يونيو 1882 في السويد، وتوفي في 4 يونيو 1952. حزبياً، نشط في الحزب الليبرالي الكندي. وقد انتخب عضو مجلس العموم الكندي.